# Scott Leary
John Scott Leary (Comtat de Shasta, Califòrnia, 29 de desembre de 1881 - San Francisco, 1 de juliol de 1958) fou un nedador estatunidenc que va prendre part en els Jocs Olímpics de Saint Louis, el 1904.
En aquests Jocs va guanyar dues medalles, una de plata en la prova de les 50 iardes lliures i una de bronze a les 100 iardes lliures.